# Ganhe Shuiku
Ganhe Shuiku (kinesiska: 泔河水库) är en reservoar i Kina. Den ligger i provinsen Shaanxi, i den nordvästra delen av landet, omkring 45 kilometer nordväst om provinshuvudstaden Xi'an. Ganhe Shuiku ligger 475 meter över havet. Arean är 0,55 kvadratkilometer. Trakten runt Ganhe Shuiku består till största delen av jordbruksmark. Den sträcker sig 1,9 kilometer i nord-sydlig riktning, och 2,1 kilometer i öst-västlig riktning.
Genomsnittlig årsnederbörd är 669 millimeter. Den regnigaste månaden är september, med i genomsnitt 149 mm nederbörd, och den torraste är december, med 1 mm nederbörd.